# 스포르팅 CP B
스포르팅 CP B(Sporting Clube de Portugal B)는 포르투갈 리스본에 연고를 둔 팀인 포르투갈 축구 클럽 스포르팅 CP의 리저브팀으로 현재 1,200석 규모의 이스타디우 아우렐리우 페레이라를 홈 구장으로 사용하고 있다. 포르투갈의 리저브 팀은 리저브 팀 리그가 아닌 시니어 팀과 동일한 리그 시스템에서 경기하지만 리저브팀은 1군과 같은 디비전에서 뛸 수 없기 때문에 행여 리가 포르투갈 2에서 우승한다고 해도 프리메이라리가로의 승격 자격이 주어지지 않으며 타사 드 포르투갈 및 타사 다 리가에서도 뛸 수 없으며 오직 리가 2 포르투갈 등 하부 리그에서만 뛸 수 있다.

## 역사
기존에 2000년부터 2004년까지 3부 리그에서 경쟁한 스포르팅의 B팀이 있었다
포르투갈의 2011-12 축구 시즌이 끝나기 전에 프리메이라리가의 7개 클럽은 2012-13 시즌 동안 세군다리가에서 경쟁할 수 있는 6개의 빈 자리를 채우기 위해 B 팀을 구성하는 데 관심이 있다고 발표했다. 7개 클럽 중 5개 클럽은 2011–12 프리메이라리가 및 CS 마리타무에서의 위치를 고려하여 이미 B 팀이 경쟁하고 있었기 때문에 대회에 참가하도록 선정되었다. 포르투갈의 프로 축구를 책임지는 기관인 LPFP는 클럽들이 2012-13 세군다 리가에 출전하려면 €50,000를 지불해야 한다고 발표했다. 또한 각 'B' 팀은 클럽 아카데미에서 구성한 최소 10명의 선수로 구성된 스쿼드를 보유하고 15세에서 21세 사이의 연령 요건을 충족해야 하는 선수 선발에 관한 새로운 규칙을 준수해야 했다. LPFP는 또한 클럽이 시니어 팀에서 플레이할 가능성으로 인해 컵 대회에서 경쟁할 수 없고 승격할 수 없다는 것을 계속해서 확인했다. 각 'B' 팀에는 23세 이상의 선수가 3명 있을 수 있다.
2012년 5월 말, 6개의 프리메라리가 클럽의 B팀이 2012–13 세군다리가에서 경쟁할 것이라고 공식적으로 발표했다. 30경기에서 42경기로 한 시즌에 뛰게 되는 것이다. 스포르팅 B의 첫 번째 시즌은 오세아노 감독과 나중에 호세 도밍게즈감독 아래 시즌을 4 위로 끝냈다.
2018년 2월 23세 이하 챔피언십 창설 발표 후 클럽 회장 브루노 데 카르발류 는 스포르팅 CP B의 종료를 발표했다
2018년 8월 카르발류가 해고된 후 소사 신트라는 리저브 팀을 캄페오나투 데 포르투갈 (포르투갈 축구의 3부 리그)의 새 시즌에 등록하면서 전자의 결정을 되돌렸지만 나중에 포기하고 산티 아리아가 리저브팀의 역할을 대신했다.
2019년 프레데리코 바란다스 회장은 내년 캄페오나투 데 포르투갈을 위해 스포르팅 CP B를 재창단하기로 결정했다.
2021년 스포르팅 CP B는 2021-22 시즌을 시작으로 포르투갈 리그 시스템의 새로운 티어인 리가 3 에서 뛸 예정이다.

## 선수 명단

### 현역
참고: FIFA 자격 규정에 따라 소속된 국가대표팀 국기를 표시합니다. 선수는 복수의 FIFA 비회원국 국적을 가지고 있을 수 있습니다.
| 번호 | 포지션 | 국적 | 이름          |
| ---- | ------ | ---- | ------------- |
| 40   | FW     |      | 아담 아르벨로 |
| 41   | GK     |      | 디에고 칼라이 |

| 번호 | 포지션 | 국적   | 이름              |
| ---- | ------ | ------ | ----------------- |
| 54   | DF     |        | 브루노 라모스     |
| 59   | MF     |        | 카우아 올리베이라 |
| 75   | MF     | 앙골라 | 마누엘 키상가     |
| 95   | DF     |        | 루카스 타이보     |
| -    | MF     |        | 파울로 이아고     |

## 역대 감독
| 감독          | 임기        |
| ------------- | ----------- |
| 비투르 다마스 | 2000 ~ 2001 |